# Charleval (Eure)
Charleval é uma comuna francesa na região administrativa da Normandia, no departamento de Eure. Estende-se por uma área de 14,14 km². Em 2010 a comuna tinha 1 783 habitantes (densidade: 126,1 hab./km²).